# Middlebury Institute of International Studies at Monterey

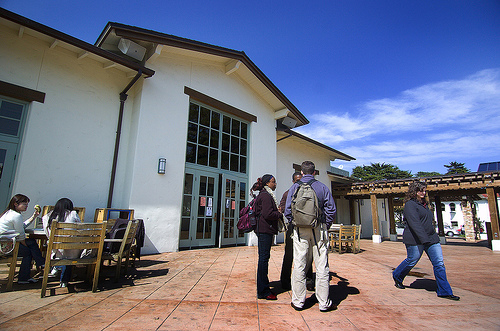
Das Samson-Zentrum des Instituts

Das Middlebury Institute of International Studies (MIIS), auch als Monterey Institute of International Studies bekannt, ist eine amerikanische Graduiertenschule des Middlebury Colleges, einer privaten Universität in Middlebury, Vermont. 1955 in Monterey, Kalifornien gegründet, bietet das Institut eine Vielzahl von Programmen und Diplomen in unterschiedlichen Gebieten, z. B. Umweltpolitik, internationale Politik, Sprachunterricht, Übersetzen und Dolmetschen. Das MIIS hat zwei professionelle Graduiertenschulen: die Graduate School of Translation, Interpretation, and Language Education (GSTILE) (Graduiertenschule für Übersetzen, Dolmetschen und Sprachausbildung) und die Graduate School of International Policy and Management (GSIPM) (Graduiertenschule für internationale Politik und Verwaltung).
2011 hatte das Institut mehr Pro-Kopf-Fulbright-Alumni als jede andere Graduiertenschule in den USA aufgebaut. 2015 führte das Magazin Foreign Policy das Institut auf Platz 21 der Liste der „besten Masterprogramme für einen Beruf in internationalen Beziehungen“.

## Akademische Programme

### Graduate School of Translation, Interpretation, and Language Education (GSTILE)
Die GSTILE bildet Übersetzer, Dolmetscher, Lokalisierungsexperten und Sprachlehrer verschiedener Fremdsprachen aus. Das Institut bietet vier verschiedene Programme im Fachbereich Übersetzen und Dolmetschen an:
- M.A. in Translation (Übersetzen),
- M.A. in Translation and Localization Management (Übersetzen und Lokalisierungsmanagement),
- M.A. in Translation and Interpretation (Übersetzen und Dolmetschen) und
- M.A. in Conference Interpretation (Konferenzdolmetschen)

Diese Programme sind für Professionelle geeignet, die mit Englisch und acht anderen Sprachen (Arabisch, Französisch, Deutsch, Japanisch, Koreanisch, chinesisch (Mandarin), Russisch und Spanisch) arbeiten wollen. Das Institut ist die einzige Schule in der westlichen Hemisphäre, die Diplome in Konferenzdolmetschen und Übersetzen und Dolmetschen zwischen Englisch und Chinesisch, Japanisch und Koreanisch anbietet. „Translation and Localization Management“ (Übersetzen und Lokalisierungsmanagement) (TLM) bietet auch Portugiesisch als eine Arbeitssprache an.
Die GSTILE bietet auch Programme an für Studierende, die Englisch als Fremdsprache (TESOL – Teaching English to Speakers of other Languages), oder andere Weltsprachen unterrichten wollen (TFL – Teaching Foreign Languages). Zertifikatsprogramme werden auch in „Language Program Administration“ (Sprachprogrammverwaltung) und TESOL angeboten.

#### Kurzzeitige Sprachprogramme
Das Middlebury Institute of International Studies bietet auch Programme an, die nicht zu einem Masterabschluss führen, wie z. B. intensive ESL-Programme; intensive Sommersprachprogramme, personalisierte Sprachkurse für Privatkunden, Englischprogramme für Diplomaten, kurzzeitige Kurse in Übersetzung und Dolmetschen (wie Gemeindedolmetschen/Kommunaldolmetschen der spanischen Sprache) und Zertifikatsprogramme in internationaler Politik.

### Graduate School of International Policy and Management (GSIPM)
Die GSIPM bietet Programme mit und ohne Master-Abschlüsse an. Abschlüsse werden in wissenschaftlichen und politischen Disziplinen angeboten, wie Management der internationalen Ausbildungsprogramme (IEM), internationale Umweltpolitik (IEP), internationale Entwicklungspolitik (IPD), internationale Handels- und Wirtschaftsdiplomatie (ITED), Nichtverbreitung von Massenvernichtungswaffen und Terrorismus (NPTS) und öffentliche Verwaltung (MPA).
- IEM (International Education Management) bildet Studierende aus, die mit Auslandsstudium- oder Austauschprogrammen und Studentenangelegenheiten der ausländischen Studenten arbeiten möchten. Fähigkeiten in Programmleitung, Bildungsverwaltung und interkulturelle Kommunikation werden allen Studierenden beigebracht, mittels Kursarbeit beim MIIS sowie internationalen Praktika.
- IEP (International Environmental Policy) ist das weltweit erste Master-Programm in internationaler Umweltpolitik. Es bildet zukünftige Leiter in Umweltpolitik aus, die in Regierungen, bei Firmen und Nichtregierungsorganisationen arbeiten. Das Programm bietet den Studenten die Möglichkeit an, sich in Flächenschonung und Meeresschutz, Energie und Klimawandel und nachhaltige Entwicklung zu spezialisieren.
- IPD (International Policy and Development) bietet Master- und Zertifikatprogramme, die Studenten für Karrieren in Regierungen, Non-Profit-Organisationen und dem privaten Sektor ausbilden. Das Programm bietet mehrere optionale Konzentrationsbereiche an, unter anderen Umwelt-Nachhaltigkeit; Geschlecht, Macht und Identität; Menschenrechte und Interessenvertretung sowie Menschensicherheit.
- ITED (International Trade and Economic Development) bildet Studierende für eine Karriere in Handel und Wirtschaft aus. Das Programm bietet auch Kurse in Politikanalyse, Handelsverhandlungen, Kommunikation und effektive Zusammenarbeit an. Der Studiengang dauert 18 Monate, inklusive eines Semesters in Washington, D.C.
- NPTS ist unter den ersten Master-Programmen der Welt, die Probleme der Terrorismusbekämpfung mit Problemen der Nichtverbreitung von Massenvernichtungswaffen in demselben Programm verbinden. Das Programm bietet auch einen Doppelabschluss mit dem Staatlichen Moskauer Institut für Internationale Beziehungen an. Studierende können darin einen zweiten Abschluss in internationalen Angelegenheiten wählen, mit einer Spezialisierung in der Nichtverbreitung der Massenvernichtungswaffen, Atomwaffenpolitik oder globale Sicherheit.
- MPA ist ein professionelles Graduiertenprogramm in öffentlicher Verwaltung.

#### Immersives Lernprogramm

##### Frontier Market Scouts Program (FMS)
Das Middlebury Institute of International Studies hat dieses Programm in Partnerschaft mit Village Capital gegründet und entwickelt. Das Ziel des Programms FMS ist, mitfühlende und kompetente Professionelle auszubilden, um Talentsucher und Investmentmanager zu werden, damit sie als lokale Unternehmer und sozial gesinnte Investoren in Länder mit geringem Einkommen dienen können.

##### Design, Partnering, Management & Innovation Program (DPMI)
Das DPMI ist eine Bescheinigung im Fachbereich Leitung von internationalen Entwicklungsprojekten, Projektmanagement und soziale Veränderung. Während des dreiwöchigen Kurses lernen die Teilnehmer eine große Auswahl an Konzepten und Technologien für internationale Entwicklung und soziale Veränderung kennen. Das DPMI wird jeden Januar in Kalifornien und Ruanda und jeden Mai/Juni in Monterey, Washington, D.C. und Kenia angeboten. Seit 2014 wird das Training in Ruanda von Partners In Health (PIH) ausgerichtet und enthält die Fertigstellung eines Kundenprojekts. Seit 2015 wird das Training in Kenia von Locus the Point of International Development ausgerichtet.

##### Winterpraktika
Während des Januarsemesters bietet das Middlebury Institute Studenten regelmäßig die Möglichkeit, Erfahrungen im Ausland zu sammeln und ihre Lernsprache zu üben. Das Institut hat Programme in Chile, El Salvador, Nepal, Tschechien, Ruanda, Kuba, Spanien, Frankreich und Peru angeboten.

## William Tell Coleman Library
Die MIIS-Bibliothek wurde 1955 eröffnet und nach dem Amerikaner William Tell Coleman benannt, dessen Familie Geld spendete. Seitdem ist die Bibliothek ein Forschungszentrum für Studenten, Lehrkörper, Mitarbeiter und die Dorfgemeinschaft. Die erste Bibliothekarin, die beim MIIS arbeitete, war Eva Schroeder, eine Überlebende des Zweiten Weltkriegs und polnische Jüdin. Die Bibliothek bietet Zugang zu vielen Mitteln, wie Technologie, Bücher in verschiedenen Sprachen und Online-Datenbanken, an.

### Technologie der Bibliothek
Die William Tell Coleman Library bietet Computer, Drucker, Scanner, einen Videokonferenzraum und Streaming mittels Kanopy.

### Zugang zur Information
Die Bibliothek bietet Zugang zu einer Vielzahl von elektronischen und gedruckten Medien, wie traditionelle Bücher und E-Bücher, Zeitschriften und E-Journals sowie Enzyklopädien. Die Sammlung der Bibliothek hat 95.000 Druckvolumen, mehr als 600 Druckzeitschriftsabonnements und 35 tägliche und wöchentliche Zeitungen. Die Bibliothek ist bekannt für ihre umfangreichen und spezialisierten Wörterbücher in Handel, Diplomatie, Übersetzen und Dolmetschen. Mehr als 30 % der Sammlung der Bibliothek wird auf Englisch angeboten. Die anderen Sprachen sind in erster Linie Chinesisch, Japanisch, Koreanisch, Russisch, Arabisch, Französisch, Spanisch, Deutsch und Portugiesisch. Die Bibliothek bietet auch eine große Sammlung von DVDs und Filmen mittels Streaming an.
Die Bibliothek hat mehr als 50 Online-Datenbanken und Hunderte von akademischen Online-Journalen (z. B. JSTOR, IMF elibrary, World Bank, elibrary usw.) abonniert. MIIS Studenten haben auch vorrangigen Zugang zur Bibliothek des Middlebury Colleges mittels Fernleihe.

## Studentenleben

### Nationalität
Internationale Studenten machen mehr als 30 Prozent der Studentenschaft des Instituts aus. Sie kamen aus mehr als 40 Ländern im akademischen Jahr 2014–15.

### Studentenclubs

#### BUILD
Beyond yoUrself In Language Development (BUILD) (Jenseits des Selbsts in Sprachentwicklung) ist eine von Studenten geführte Organisation, die in 13 verschiedenen Sprachen kostenlose Kurse in den niedrigen Niveaus der MIIS-Gemeinschaft anbietet. Kurse werden meistens von Studenten geleitet, die in TESOL- und TFL-Programmen angemeldet sind.

#### Toastmasters International
“MIIS Toastmasters” ist eine Filiale von „Toastmasters International“, einer gemeinnützigen pädagogischen Organisation. Toastmasters Ziel ist es, Mitgliedern zu helfen, ihre Kommunikation, Redefähigkeiten und Führungsqualitäten zu verbessern.